# 山北鉄道公園

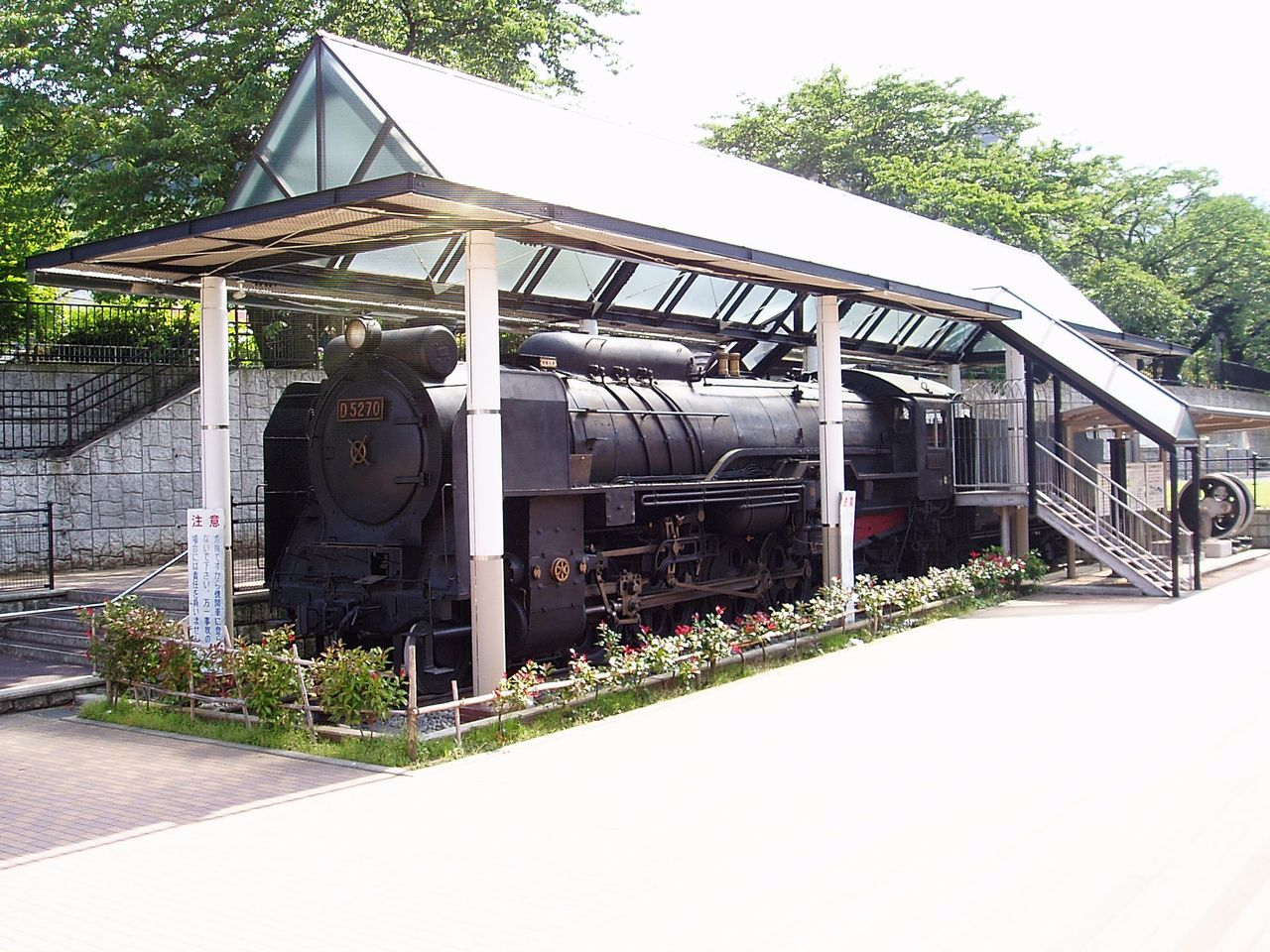
保存されているD52 70
（2007年6月）

山北鉄道公園（やまきたてつどうこうえん）は、神奈川県山北町に位置する都市公園（街区公園）である。御殿場線山北駅の沼津方先端にあり、鉄道公園として1970年（昭和45年）7月21日に開園した。

## 概要
山北がかつて「鉄道の町」として重要な役割を果たしていたことを残す数少ない施設の一つ。御殿場線が東海道本線から格下げされた後、箱根の峠の急勾配を越えることが可能な大型蒸気機関車として活躍したD52の70号機が静態保存されていたが、2016年10月に「D52奇跡の復活」と題して動態化（下記参照）された。
すぐ脇を御殿場線が走っており、この公園付近の「山北の桜並木」は花見スポットとしても有名である。
山北町が主体となって、2016年にD52の圧縮空気を動力とする動態復元が進められ、10月14日に「復活運行」の一般公開が行われた。ただし、復元と運行に中心的な役割を担っていた国鉄OBが直後に事故で急逝し、次回予定されていた公開を中止すると報じられている。役割については、その国鉄OBと交流があった男性に引き継がれ、動態運行は今後も実施される予定となっている。